# Лавальер, Луи-Сезар де Лабом-Леблан
Луи-Сезар де Лабом-Леблан (фр. Louis-César de La Baume Le Blanc; 5 октября 1708, Париж — 16 ноября 1780, Париж), герцог де Лавальер — французский военный и государственный деятель, знаменитый библиофил.

## Биография
Сын Шарля-Франсуа де Лабом-Леблана, герцога де Лавальера, и Мари-Терезы де Ноай, внучатый племянник Луизы де Лавальер.
Первоначально титуловался, как маркиз де Лавальер.
7 мая 1721 был назначен наследником отца в качестве губернатора Бурбонне.
Поступил на службу в 1725 году мушкетером, служил в этом корпусе 18 месяцев, затем стал полковником пехотного полка своего имени (1.07.1727), которым командовал в том же году в Мозельском лагере.
В феврале 1732 отец уступил ему герцогский титул, и Луи-Сезар стал называться герцогом де Вожур. Командовал полком в Эльзасском лагере 31.08—30.09.1732.
В 1733 году участвовал в осаде Келя, в 1734-м в атаке Этлингенских линий и осаде Филиппсбурга, в 1735-м в деле при Клаузене.
После смерти отца 22 августа 1739 стал герцогом де Лавальером и пэром Франции.
1 января 1740 произведен в бригадиры, в январе 1741 оставил службу.
В апреле 1748 был назначен капитаном охот Ла-Варенн дю Лувра, а 14 мая великим сокольничим Франции.
2 февраля 1749 пожалован в рыцари орденов короля, получил цепь ордена Святого Духа 25 мая. В апреле 1754 отказался от губернаторства в Бурбонне.
Имея склонность к изящной словесности и располагая свободным временем, поскольку должность великого сокольничего была лишь почетным званием, герцог разделил свои досуги между сельской жизнью и обществом известных литераторов. В Монруже у него был замок с превосходным садом, где Лавальер часто собирал Монкрифа, аббата Вуазенона и наиболее выдающихся по своим качествам придворных дам.
В юности имел случай познакомиться с Вольтером, и продолжал поддерживать с ним отношения и после его опалы.
Как библиофил герцог собрал крупнейшую частную библиотеку во Франции, замечательную как по количеству томов, так и по их подбору, и ставшую центром, в котором собирались отечественные и зарубежные библиографы. Располагая большими средствами, при помощи своего библиотекаря аббата Рива, Лавальер скупал целые книжные коллекции.
Еще при жизни герцога, в 1764 году, были проданы дубликаты имевшихся изданий, а после его смерти был составлен предпродажный каталог оставшегося в двух частях. Первая, изданная в Париже в 1783 году в трех томах in-8°, состояла из манускриптов, первых изданий, книг, напечатанных на веленевой бумаге, и редких изданий. Вторая часть, изданная в Париже в 1788 году в шести томах in-8°, была приобретена маркизом Польми и составила основу библиотеки Арсенала.
Герцог де Лавальер был автором стихотворных пьес и двух романов: «Несчастная любовь Габриели де Вержи и Рауля де Куси» (Infortunés amours de Gabrielle de Vergy et de Raoul de Coucy) и «Несчастная любовь Комменжа» (Infortunés amours de Comminges). Они были опубликованы с нотами и Монкриф включил их в свой «Сборник песен» 1757 (Choix de chansons, 1757, in-12). По мнению биографа, первая представляет интерес, хотя несколько затянута. Она имела большой успех в высшем свете.
Лавальеру также приписывают «Балеты, оперы и другие лирические сочинения в хронологическом порядке» (Ballets, opéras et autres ouvrages liriques, par ordre chronologique, P., 1760, in-8°) и «Библиотеку французского театра от его истоков» (Bibliothèque Théâtre-Français depuis son origine, Dresde (Paris), 1868, 3 vol. petit in-8°), но последнее сочинение, очевидно, является плодом коллективного авторства, в том числе аббата Будо и Марена.
Герцог состоял в хороших отношениях с мадам де Помпадур, которая назначила его директором своего частного театра.

## Семья
Жена (19.02.1732): Анн-Жюли-Франсуаза де Крюссоль д'Юзес (11.12.1713—2.01.1797), дама де Видвиль, дочь Жана-Шарля де Крюссоля, герцога д'Юзес, и Анн-Мари-Маргерит де Бюльон
Дети:
- Шарль-Мари (р. 15.01.1736, ум. ребенком)
- Луи-Сезар (август — 10.11.1738)
- Адриенна-Эмили-Фелисите (19.08.1740—16.05.1812), дама де Паньи и Видвиль. Муж (4.10.1756): герцог Луи-Гоше де Шатийон (1737—1762)